# Podacanthus typhon
Podacanthus typhon är en insektsart som beskrevs av Gray, G.R. 1833. Podacanthus typhon ingår i släktet Podacanthus och familjen Phasmatidae. Inga underarter finns listade i Catalogue of Life.